# Ängsholmarna, Sibbo
Ängsholmarna är öar i Finland. De ligger i Finska viken och i kommunen Sibbo i den ekonomiska regionen  Helsingfors i landskapet Nyland, i den södra delen av landet. Öarna ligger omkring 24 kilometer öster om Helsingfors.
Arean för den av öarna koordinaterna pekar på är 1,1 hektar och dess största längd är 170 meter i sydväst-nordöstlig riktning.